# Береги в тумані...
«Береги в тумані...» (рос. «Берега в тумане...») — радянський фільм 1986 року, режисера Юлія Карасика, історична драма. Спільне виробництво студій «Мосфільм» (СРСР) і «Бояна» (Болгарія).

## Сюжет
Осінь 1921 року. Тридцять тисяч російських солдатів і офіцерів розбитої в Криму армії Врангеля знайшли притулок в Болгарії. Барон Врангель (Олялін) приймає рапорт генерала Кутєпова (Щербаков) про успішне завершення передислокації частин. Проходять таємні наради лідерів Білого руху, які не хочуть миритися з поразкою: Врангеля, генерала Шатілова, полковника контррозвідки Самохвалова, з представниками Антанти, серед яких англійські і французькі офіцери, а також британський розвідник і авантюрист Сідней Рейлі (Юрський). На цих зустрічах обговорюються питання подальшого опору більшовизму, що переміг в Росії.
На тлі таких політичних реалій картина розповідає про долі білогвардійського полковника Сергія Єгорова (Анатолій Кузнєцов), що втік через Туреччину до Болгарії з сином і дочкою. Його дружина і молодша дочка, що відстали в Севастополі, знайшли притулок в родині Дмитра Шелопугіна (Леонід Філатов). За збігом обставин, більшовик Шелопугін спрямований в Болгарію для агітаційної роботи серед російських солдатів.

## У ролях
- Анатолій Кузнецов —  полковник Сергій Єгоров
- Леонід Філатов —  Дмитро Шелопугін
- Ірина Купченко —  Тамара Скаржинська
- Любов Віролайнен —  Анна Єгор'єва
- Микола Олялін —  Петро Врангель
- Петро Щербаков —  генерал Кутєпов
- Олексій Жарков —  полковник Самохвалов
- Стефан Данаїлов —  капітан Стойчев
- Сергій Юрський —  Сідней Рейлі
- Борис Луканов —  Антон Христов
- Таня Димитрова —  Райна
- Лучезар Стоянов —  Петро
- Борис Щербаков —  Костянтин Галицький
- Лев Поляков —  Акулінічев
- Любомир Младенов —  цар Борис III
- Петро Гюров —  полковник Вилков
- Валерій Бабятинський —  Авдєєв
- Михайло Погоржельський —  Вікентій Іларіонович
- Борис Токарєв —  Воронов
- Любомир Димитров —  Калф
- Дмитро Матвєєв —  поручик Назаров
- Галина Макарова —  Авдотья Юхимівна
- Нікола Тодєв —  Ставрєв
- Олексій Волков —  Микола Єгоров
- Валентина Ананьїна —  Акулінічева
- Досьо Досєв —  Костакіс
- Валерій Хлевинський —  Трифон
- Карен Джанибекян —  Гурген Акопов
- Геннадій Сайфулін —  поручик
- Галина Іванова — епізод
- Борис Руднєв — епізод

## Знімальна група
- Режисер — Юлій Карасик
- Сценаристи — Будимир Метальников, Ангел Вагенштайн
- Оператор — Пламен Вагенштайн
- Композитор — Юрій Буцко
- Художники — Євген Черняєв, Румян Димитров